# São Francisco do Pará
São Francisco do Pará är en kommun i Brasilien.   Den ligger i delstaten Pará, i den nordöstra delen av landet, 1 600 km norr om huvudstaden Brasília. Antalet invånare är 15 196. Arean är 479 kvadratkilometer.
Terrängen i São Francisco do Pará är platt.
Omgivningarna runt São Francisco do Pará är huvudsakligen savann. Runt São Francisco do Pará är det ganska glesbefolkat, med 32 invånare per kvadratkilometer.